# Хоркада
Хоркада (исп. Jorcada) — вулкан в Андах, Боливия. Он состоит из четырёх разломов между Пастос-Грандес и Лагуна-Колорада. Несколько стратовулканов, семь вулканических куполов образованы вдоль разломов; диаметр кратеров составляет 0,2-1,5 км в диаметре.
Стратовулканы имеют андезито-дацитовый состав, а вулканические купола извергают риолит. Последнее извержение произошло на северо-западном разломе. На этой трещине образовались базальто-андезитовые центры.